# Правило десне руке
Правило десне руке је начин за најлакше одређивање смера деловања магнетских сила. Ако праволинијски проводник обухватимо тако да палац показује смер кретања електричне струје, онда линије силе магнетног поља имају смер и правац савијених прстију шаке десне руке. Правило десне руке разјаснио је француски физичар Ампер.